# Barichneumon peramoenus
Barichneumon peramoenus là một loài tò vò trong họ Ichneumonidae.